# L'Arnaqueuse
Pour plus de détails, voir Fiche technique et Distribution.
L'Arnaqueuse (Perfect Friday) est une comédie policière britannique de Peter Hall, sortie en 1970.

## Fiche technique
- Pays d'origine :  Royaume-Uni
- Durée : 95 minutes

## Distribution
- Ursula Andress
- Stanley Baker
- David Warner
- Patience Collier
- T.P. McKenna
- David Waller
- Joan Benham
- Julian Orchard